# La hidalga limosnera
La hidalga limosnera es una obra de teatro de José María Pemán, estrenada en 1944.

## Argumento
La historia está ambientada en la España del siglo XVI, durante el reinado de Carlos I. 
Doña Luz, la hidalga limosnera, mujer de fe, no duda en sacrificarse para evitar que su hermano Esteban cometa un sacrilegio

## Representaciones destacadas
- Teatro (Teatro María Guerrero, 14 de noviembre de 1944).
  - Intérpretes: María Guerrero López, José Romeu, Cándida Losada, Ricardo Juste, Luis Calderón, José Capilla.

- Televisión (Estudio 1, TVE, 31 de marzo de 1972). Blanco y negro.   Duración: 1h, 31m, 11 s. En verso.
  - Dirección: Cayetano Luca de Tena.
  - Intérpretes: Ana María Vidal, Manuel Gallardo, Luis Varela, Charo López, Alberto Bové, María Francés, Mary Leiva, Vicente Vega, Ángel Terrón, Modesto Blanch, Vicente Haro, Lorenzo Ramírez, Valentín Tornos, José Caride, Antonio Acebat, Nuria Gimeno, Rosa Girón, Joaquín Dicenta, Francisco Sanz y Armando Calvo.